# Metazygia yucumo
Metazygia yucumo är en spindelart som beskrevs av Levi 1995. Metazygia yucumo ingår i släktet Metazygia och familjen hjulspindlar. Inga underarter finns listade i Catalogue of Life.